# Saint-Julien-de-Gras-Capou
Saint-Julien-de-Gras-Capou (okzitanisch Sant Jolian de Gras Capon) ist eine französische Gemeinde mit 83 Einwohnern (Stand 1. Januar 2022) im Département Ariège in der Region Okzitanien. Sie gehört zum Arrondissement Pamiers und zum Kanton Mirepoix.
Nachbargemeinden sind La Bastide-de-Bousignac im Norden, Troye-d’Ariège im Osten, Limbrassac im Süden und Dun im Westen.

## Bevölkerungsentwicklung
| Jahr      | 1962 | 1968 | 1975 | 1982 | 1990 | 1999 | 2008 | 2015 |
| --------- | ---- | ---- | ---- | ---- | ---- | ---- | ---- | ---- |
| Einwohner | 69   | 84   | 55   | 56   | 53   | 60   | 67   | 58   |